# Ingeborg Wurster
Ingeborg Marianne Wurster (* 12. August 1931 in Heidelberg; † 6. Januar 1999 in Mainz) war eine deutsche Journalistin und Fernsehmoderatorin.
Ingeborg Wurster, Tochter eines Werkmeisters, legte nach dem Krieg ihr Abitur in Heidelberg ab. Nach einer Ausbildung zur Tontechnikerin in Nürnberg arbeitete sie in diesem Beruf zwischen 1953 und 1957 bei Radio Bremen. Eine Ausbildung zur Journalistin hat sie nie absolviert. So griff sie als Autodidaktin u. a. auf das zurück, was sie als Tontechnikerin auch an journalistischer Arbeit vermittelt bekommen hatte.
Von 1957 bis 1960 arbeitete sie erstmals als Autorin und Sprecherin für den WDR. Nach kurzen Einsätzen wiederum bei Radio Bremen und beim Sender Freies Berlin ging sie 1962 zum ZDF nach Mainz und war zunächst zuständig für die Produktion der Reihe Zur Person, in der Günter Gaus Prominente interviewte. 1966 wurde sie als Auslandskorrespondentin nach Washington, D.C., 1970 nach New York City und 1975 nach Brüssel geschickt.
1979 kehrte sie nach Mainz zurück und gehörte dort als erste Frau zum Moderatorenteam des 1978 gegründeten Heute-Journals. In dieser Eigenschaft wurde sie einem großen Publikum bekannt.